# Eś
Eś (ket.: Есь) - według Ketów (ludu zamieszkującego Syberię) to najwyższy bóg nieba, stwórca świata i uosobienie samego dobra. Małżonką i zarazem przeciwieństwem Esia była władczyni złych duchów - Chośadam, którą to za niewierność mąż wygnał na ziemię. Ketowie wierzą, że Eś przebywa w najwyższej sferze nieba i nie ingeruje w sprawy ludzi - jedynie raz do roku ogląda świat i zleca polegającym mu bóstwom różne zadania.